# Проекция (психология)
Прое́кция (лат. projectio — ‛бросание вперёд’) — механизм психологической защиты, в результате которого внутреннее ошибочно воспринимается как приходящее извне. Человек приписывает кому-то или чему-то собственные мысли, чувства, мотивы, черты характера и прочее, полагая при этом, что он воспринял что-то приходящее извне, а не изнутри самого себя.
Проекция — это общий психологический механизм, с помощью которого субъективные содержания переносятся на объект.

## Особенности

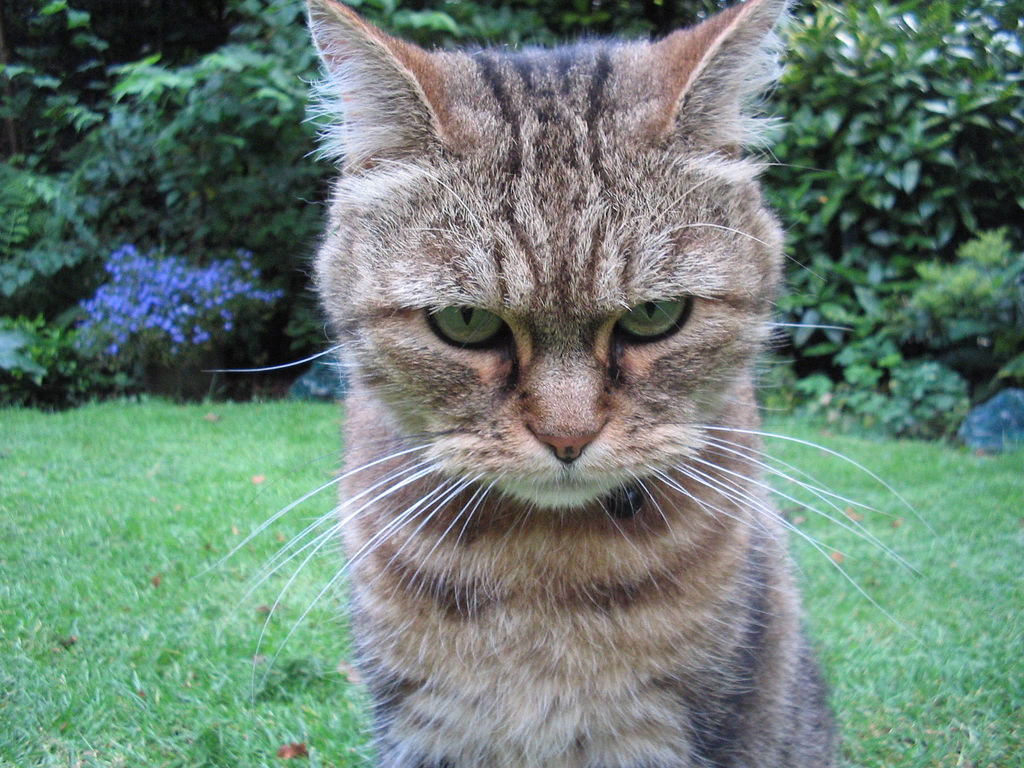
В результате проекции разные люди будут предполагать различные эмоциональные состояния у одного и того же животного

Как защитный механизм проекция позволяет человеку не чувствовать ответственность за собственные теневые содержания (неприемлемые чувства, желания, мотивы, идеи и тому подобное) посредством восприятия таких чувств в качестве чужих. Негативным следствием такой защиты является желание исправить внешний объект, на который спроецировано что-то негативное, или вообще избавиться от него, чтобы так избавиться от «вызванных им» чувств. Для того, чтобы активировался механизм проекции, необходимо наличие в воспринимаемом объекте черт (если говорить о людях) или свойств (если о предмете), которые могли бы вызвать реакцию бессознательного у наблюдателя. В большинстве случаев бессознательная реакция ассоциативна: субъект замечает что-то схожее с тем, что (или кого) он видел ранее. Так, например, можно объяснить некоторые реминисценции. Однако встречаются случаи, когда спроецированное содержание не отражает содержание личного бессознательного, а является результатом проекции коллективного бессознательного, и тогда проекция становится нуминозной. Также проекция становится нуминозной, когда её источник затрагивает крайне важные аспекты личности, что придаёт проекции крайнюю ценность (вплоть до фанатизма). Поэтому всякий объект, на который было спроецировано какое-либо содержание бессознательного, всегда имеет свойство или свойства, которые послужили этому причиной. К. Г. Юнг назвал эти свойства крюками.
Проекция — один из основных защитных механизмов при параноидном и при истероидном расстройстве личности.
Но этот же механизм лежит в основе эмпатии: человек не может непосредственно ощущать внутреннее состояние другого человека, но может сопереживать, реагируя на различные проявления этого состояния. В результате действия проекции эти реакции воспринимаются как непосредственное ощущение чужого состояния. В большинстве случаев такая эмпатия повышает взаимопонимание людей.
Он же лежит в основе персонификации («одушевления») предметов и сил природы, в «очеловечивании» животных. Например, такие словосочетания, как «спокойное море», «тревожное море», «буря злилась», «преданная собака», «независимая кошка», «несчастная лошадь» являются результатом приписывания внешним объектам своей собственной реакции на них.